# مطار سينتاني
مطار دورثيز هيو إيلواي الدولي (بالإندونيسية: Bandar Udara Internasional Sentani)‏ المعروف أيضًا باسم مطار سينتاني الدولي (بالإندونيسية: Bandar Udara Internasional Sentani)‏(إياتا: DJJ، إيكاو: WAJJ) هو مطار يخدم جايابورا، عاصمة مقاطعة بابوا، إندونيسيا، في جزيرة غينيا الجديدة. يقع في منطقة سينتاني، على بعد حوالي 40 كم من وسط مدينة جايابورا؛ المطار هو أكبر مطار في جزيرة غينيا الجديدة.

## تغيير الاسم
اقترح حاكم بابوا لوكاس إنيمبي في 20 أكتوبر 2020 تغيير اسم مطار سينتاني الدولي رسميًا إلى مطار دورثيز هيو إيلواي الدولي، وهو عضو تشريعي سابق عن مقاطعة بابوا، وذكر لوكاس إنيمبي أن ذلك شكلاًشكل من أشكال الاحترام لأحد الشخصيات البابوية. وافقت الهيئة التشريعية لجايابورا ريجنسي على اللوائح الإقليمية بشأن الاسم ووافقت عليها لاحقًا وزارة النقل. ولكن الاسم الرسمي للمطار حتى الآن لا يزال مطار سينتاني الدولي.

## شركات الطيران والوجهات
| شركـات طيـران          | الوجهات                                                                              |
| ---------------------- | ------------------------------------------------------------------------------------ |
| Batik Air              | مطار سوكارنو هاتا الدولي، Makassar، Timika                                           |
| سيتي لينك              | مطار سوكارنو هاتا الدولي، Makassar                                                   |
| غارودا إندونيسيا       | Biak، مطار سوكارنو هاتا الدولي، Makassar، Merauke، Timika                            |
| ليون إير               | Biak، مطار سوكارنو هاتا الدولي، Makassar، Manado، Manokwari، Merauke، Sorong، Timika |
| PNG Air                | Mount Hagen                                                                          |
| تريجانا للخدمات الجوية | Dekai، Nabire، Oksibil، Wamena                                                       |
| Wings Air              | Dekai، Kaimana، Nabire، Timika، Wamena                                               |